# San Antonio, Bocoyna
San Antonio är en ort i Mexiko.   Den ligger i kommunen Bocoyna och delstaten Chihuahua, i den nordvästra delen av landet, 1 300 km nordväst om huvudstaden Mexico City. San Antonio ligger 2 211 meter över havet och antalet invånare är 111.
Terrängen runt San Antonio är huvudsakligen kuperad, men den allra närmaste omgivningen är platt. San Antonio ligger nere i en dal. Runt San Antonio är det glesbefolkat, med 13 invånare per kvadratkilometer. Närmaste större samhälle är Creel, 12,1 km väster om San Antonio. Omgivningarna runt San Antonio är i huvudsak ett öppet busklandskap.